# Criotettix japonicus
Criotettix japonicus is een rechtvleugelig insect uit de familie doornsprinkhanen (Tetrigidae). De wetenschappelijke naam van deze soort is voor het eerst geldig gepubliceerd in 1842 door Haan. Zoals de naam aangeeft, komt deze soort voor in Japan.